# Anthony Hemingway
Anthony Hemingway (* 1977) ist ein US-amerikanischer Regisseur. Er arbeitet für Serien aber auch für Filme. Er hat bei Episoden der Fernsehserien The Wire und CSI: NY Regie geführt. Bevor Hemingway als Regisseur anfing, arbeitete er als Regieassistent für Film und Fernsehen. Hemingway ist der Regisseur von Red Tails aus dem Jahr 2012.

## Leben und Wirken
Er ist ein Stammregisseur von CSI: NY.
Bei The Wire war er Regieassistent für die erste, für die zweite, sowie für die dritte Staffel dabei. Er kehrte 2006 als Regisseur für die Episode „Was du nicht willst, das man dir tut…“ zurück. Show Runner David Simon sagte, das Hemingways Regiedebüt das bewies, was sie bereits alle wussten, „das es Zeit war“. Anthony Hemingways Erfahrung führte dazu, dass er bei vielen anderen Serien Regie führte.
Er arbeitet häufig mit Leuten zusammen, mit denen er früher schon gearbeitet hatte. Hemingway begann seine Arbeit in der Industrie an Tom Fontanas Oz – Hölle hinter Gittern als Regieassistent. Später arbeitete er mit Fontana an The Jury. Anthony war der erste Regieassistent für den Film Das Gesicht der Wahrheit, der von The Wire-Autor Richard Price geschrieben wurde, wo er mit Stars wie Samuel L. Jackson und Julianne Moore zusammenarbeitete. Mit Jackson arbeitete Hemingway bereit 2002 für den Film Spurwechsel. Hemingway arbeitete häufig mit Joe Chappelle zusammen (u. a. bei The Wire, CSI: NY und dem Film Takedown).

## Filmografie (Auswahl)
- 2006, 2008: The Wire (Fernsehserie, 2 Folgen)
- 2006–2008, 2011: CSI: NY (Fernsehserie, 6 Folgen)
- 2007, 2008: Emergency Room – Die Notaufnahme (ER, Fernsehserie, 2 Folgen)
- 2008: Criminal Minds (Fernsehserie, Folge 3x12)
- 2010: Community (Fernsehserie, Folge 2x06)
- 2010–2013: Treme (Fernsehserie, 8 Folgen)
- 2012: Red Tails
- 2012–2017: Shameless (Fernsehserie, 7 Folgen)
- 2013–2014: The Newsroom (Fernsehserie, 3 Folgen)
- 2016: Goliath (eine Folge)
- 2016: American Crime Story (5 Folgen)
- 2016–2017: Underground (Fernsehserie, 9 Folgen)
- 2018: Unsolved (Fernsehserie, 5 Folgen)
- 2018: The Purge – Die Säuberung (The Purge, Fernsehserie, 2 Folgen)
- 2018: Murder (Fernsehfilm)
- 2019: New York Undercover (Fernsehfilm)
- 2021: Genius (Fernsehserie, 5 Folgen)